# 天顕祭
『天顕祭』（てんけんさい）は、白井弓子による日本の漫画である。古事記のヤマタノオロチ伝説をモチーフとした伝奇ロマンファンタジーSF作品。
自主制作マンガの展示即売会コミティアを中心に20年近く活動してきた作者が2006年から2007年にかけて発表した。2007年度第11回文化庁メディア芸術祭マンガ部門で同人作品としては初めて奨励賞を受賞し、2008年に単行本が商業出版された。

## 経緯

### 同人出版
作者は「夜神楽のにぎわいと闇の濃さに着想を得て」、10年ほど前に16頁のネーム（下書き）を描いた。コミティアのワークショップに持ち込んだところ「大きな仕掛けがないとストーリーが生まれない」と指摘された。その後、『古事記』のヤマタノオロチ伝説を盛り込むことを思いつき、夏越の祓の茅の輪くぐりにもヒントを得て、2005年秋に制作を開始し、2006年から2007年にかけて本編4冊、番外編1冊を発表した。第1章は数十部しか売れなかったものの購買者のほとんどから好評を得た。

### 文化庁メディア芸術祭マンガ部門奨励賞受賞
7年ほど前にも作者は文化庁メディア芸術祭マンガ部門に別の作品を自薦しており、当時里中満智子からよい講評を得ていたことを思い出し、自ら応募した。2007年12月、2007年度文化庁メディア芸術祭マンガ部門で、同人誌としては初めて奨励賞を受賞した。贈賞理由では「作者の鋭い才能を感じる」、「（自費出版という環境で）頑張っている若者達を励ましたい」と述べられている。

### 商業出版
2008年2月、サンクチュアリ・パブリッシングの編集者・永井肇は文化庁メディア芸術祭展示会で作品の存在を知り、作者に商業出版のオファーを出した。作者には同人出版で十分やったという思いがあり当初は戸惑いがあったが、編集者の「このまま埋もれさせるわけにはいかない」という一言で出版を決心し、加筆修正を加え、2008年7月30日にサンクチュアリ・パブリッシングから単行本として発売された。ブックデザインを手がけた名和田耕平からインパクトのある絵を求められ、表紙には主人公の思い詰めた表情のアップが描かれた。本の帯には作者が著書の挿絵などを手がけている作家上橋菜穂子のコメントも添えられた。描きおろしの単行本としては異例の1万8000部を発行するも発売3日間で重版が決定し、2008年12月現在、8刷6万3000部を発行している。

## 評価
文化庁メディア芸術祭マンガ部門の審査員は絵の完成度の高さに何よりも驚いたと言い、「組んだ竹の隙間から、あるいは地の底から大蛇が少しずつ姿を現してくる演出や、登場人物それぞれのキャラクター表現、斬新な構図、静かな眼の演技」を評価している。「“女の子が可愛くない”とか、キャッチーなものが不足している」ようにも見られるが、サンクチュアリ・パブリッシングの担当編集者は「絵に力があるなというのが第一印象」で「物語を伝えようとする強い意志を感じた」と振り返っている。作者自身は人間の身体の動きをきちんと描いたことが評価されたのではないかと語っている。

## あらすじ
舞台は「汚い戦争」によりフカシとよばれる毒物に汚染された「日本のようで日本でない、未来の世界」。1年前から鳶職集団「坂本組」で働く少女・木島咲は、「天顕祭」の50年に一度の大祭が近づくにつれて様子がおかしくなる。ある日、咲の正体が第三北山の「クシナダ姫」大島咲であることを知る天顕神社の宮司に発見され、咲は故郷・第三北山の地へ引き渡される。「坂本組」若頭の真中修二は、咲が第三北山の「天顕祭」大祭で「オロチの君」に捧げられる運命から逃げ続けてきたことを知り、咲を助けるためスサノオの面を被って儀式の行われる地の底に向かう。

## 登場人物
作者はキャラクター設定が一番苦労したという。鳶という設定が生まれたことで「上と下、つまり天上界から地の底の底までを一つに繋ぐことができた」と語っている。
木島 咲（きしま さき）
鳶職集団「坂本組」で働く鳶職人の少女。安クラブで働いていたときに真中に誘われて1年前に鳶になった。
真中 修二（まなか しゅうじ）
「坂本組」の足場鳶の若頭。「まとめ屋」のトラックに乗って日雇い仕事をしていたところを「坂本組」の親方に拾われて鳶になった。

## 書誌情報
- 天顕祭 一、2006年2月19日、60ページ（自費出版）
- 天顕祭 二、2006年6月18日、66ページ（自費出版）
- 天顕祭 三、2006年11月12日、84ページ（自費出版）
- 天顕祭 四、2007年4月1日、112ページ（自費出版）
- 天顕祭 番外編「若竹に吹く風」、2007年8月26日、28ページ（自費出版）
- 天顕祭 総集編、2008年3月3日、338ページ（自費出版）
- 天顕祭、サンクチュアリ・パブリッシング、2008年7月30日、352ページ、ISBN 978-4-86113-921-5
- 天顕祭 番外編「菩薩の山」、2012年5月5日、34ページ（自費出版）・2013年7月19日（Kindle版）